# Matusha Corkidi
Matusha Corkidi (El Cairo, 1922-Ciudad de México, 1987) fue una escultora mexicana de origen egipcio. 

## Biografía
Corkidi nació en El Cairo en 1922.
De muy pequeña se vino a vivir a México, donde incursionó en la fotografía y la literatura y luego en la escultura. En 1945 entró como oyente a la Academia de San Carlos. En 1955 empezó a impartir clases de escultura, lo que le dio un cierto renombre dentro de los centros artísticos.
Sus obras fueron expuestas en México y Estados Unidos, entre las cuales destaca Zoe, actualmente en el Parque de las Esculturas de Acapulco. Esta escultura le valió su ingreso a la Sociedad Mexicana de Artistas.
Falleció en la Ciudad de México en 1987.